# La Piste des maudits
La Piste des maudits est le onzième album de la série de bande dessinée La Jeunesse de Blueberry de François Corteggiani (scénario), Michel Blanc-Dumont (dessin) et Claudine Blanc-Dumont (couleurs). Publié pour la première fois en 2000, c'est le deuxième du cycle des complots divers (quatre tomes).

## Résumé

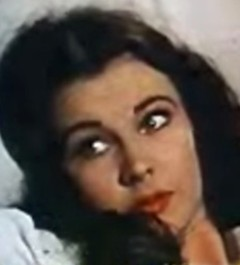
Photo de Vivien Leigh interprétant Scarlett O'Hara, l'un des principaux personnages du film Autant en emporte le vent.

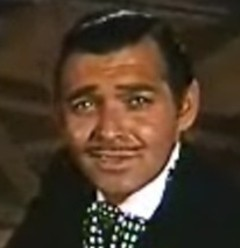
Photo de Clark Gable interprétant Rhett Butler, l'un des principaux personnages du film Autant en emporte le vent.

À Atlanta, des soldats sudistes ont découvert où se cache Eleonore Mitchell. Leur chef a décidé de procéder à son arrestation seul. Lorsqu'il fait irruption dans la salle de bains où Mitchell prend son bain, il lui ordonne de s'habiller. Elle sort du bain nue, ce qui provoque le désarroi du sergent, et lui ordonne de se retourner le temps qu'elle s'habille. Elle le poignarde dans le dos et s'enfuit. Alors qu'il recherchait Mitchell dans le Trouthouse hotel, le sergent s'est trompé de chambre et a dérangé un couple qui ressemble à Scarlett O'Hara et Rhett Butler, les deux principaux personnages du film Autant en emporte le vent, film dont l'histoire se déroule dans le Sud des États-Unis à cette époque.
De son côté, Blueberry et les hommes qui l'accompagnent, dont le sergent Grayson, se sont déguisés en soldats nordistes pour se rapprocher du troupeau de bêtes qu'ils doivent ramener d'un territoire contrôlé par des nordistes. Ils sont suivis par Bowman, un tueur qui veut s'emparer du troupeau tout en tuant Blueberry et ses hommes. Alors que Blueberry avance vers le nord, des hommes de sa troupe, des prisonniers engagés contre la promesse d'avoir la vie sauve, tentent de s'enfuir, mais en sont violemment dissuadés.
Mitchell, se sachant trahie, tue son contact à Atlanta et s'empare de certains papiers pour vérifier qui l'a trahie. Le meurtre est découvert quelques minutes plus tard par des soldats à sa recherche. Lorsque le général Hood apprend qu'elle s'est encore échappée, il demande d'augmenter les moyens pour la retrouver. Par la suite, il discute avec son aide de camp à propos des compagnons de Blueberry : ce sont tous des meurtriers.
De son côté, Bowman impose sa présence à des bandits et leur explique qu'ils peuvent gagner beaucoup d'argent s'ils suivent le plan qu'il a mis au point. À Red Bank au Tennessee, la troupe de Blueberry fait un arrêt et ce dernier en profite pour faire viser ses « merveilleux faux documents officiels » dans le but de traverser un pont contrôlé par l'armée nordiste, le sous-officier qui vise ces documents est le sergent Chesterfield qui demande ensuite à son adjoint, le caporal Blutch, d'escorter Blueberry et ses compagnons jusqu'au pont ; ce sont les deux personnages principaux de la série de bande dessinée, Les Tuniques bleues qui se déroule aussi pendant la guerre de Sécession. Dans un bar rempli de soldats sudistes, l'un des hommes de sa troupe chante Dixie, hymne officieux des soldats sudistes, en s'accompagnant au piano. Ivre, il affirme devant tout le monde qu'il est sudiste. Blueberry fait prisonnier Blutch qui l'accompagne, puis se dirige à toute vitesse vers le pont. Sa troupe le traverse grâce à l'aide de Grayson. 
À Atlanta, Mitchell envoie à Washington un message par pigeon voyageur. Elle abat ensuite l'homme propriétaire du pigeonnier, ainsi que deux hommes à sa recherche. Lorsque le général Hood apprend qu'elle a abattu deux hommes fichés comme espions nordistes, il affirme qu'elle veut « faire le vide autour d'elle ». 
La troupe de Blueberry prend contact avec les convoyeurs du troupeau de bêtes dont ils veulent s'emparer. Blueberry remet un pli au capitaine Carver qui s'emporte en le lisant, car le prétendu ordre rallonge sa route de cinq jours. À Atlanta, Mitchell prend la place d'une prostituée et fait prisonnier le colonel Demery pour discuter : « J'ai une proposition à vous faire ». 
Après que le troupeau a traversé une rivière, le capitaine met en joue Blueberry, car il a compris que « quelque chose clochait » dans l'ordre de mission. Profitant de la situation, l'un des hommes de la troupe de Blueberry s'enfuit et est abattu par un homme de Bowman. Ce dernier commande en effet plusieurs hommes venus s'emparer du troupeau. S'étant approché du capitaine Carver, il menace de tuer tous ses hommes si les bêtes ne lui sont pas remises le lendemain. Blueberry met en garde le capitaine Carver : « Ne vous fiez pas à la parole de ce chacal » et propose un plan. Le lendemain, les soldats appliquent le plan : « la horde bovine déferle, inexorablement, sur le campement sommaire des renégats ». Blueberry profite de la confusion pour poursuivre Bowman. Les deux se battent de différentes façons mais, malgré l'aide de Grayson, Blueberry ne parvient pas à le tuer ni à le capturer. 
Par gratitude, le capitaine Carver permet à Blueberry de quitter librement, tout comme les hommes qui l'accompagnent. Lorsqu'il fait rapport de son échec au général Hood, Blueberry apprend que Mitchell a été pendue, car elle s'était évadée et avait « jalonné sa route d'au moins cinq cadavres ». Blueberry est à nouveau emprisonné en compagnie du sergent Grayson. À la prison, Homer lui murmure une information à l'oreille, ce qui l'incite à vouloir s'évader au plus tôt.
Les pages 49 à 64 de l'album contiennent des informations sur des séries mettant en vedette Blueberry : Blueberry, La Jeunesse de Blueberry, Marshall Blueberry, etc.

## Personnages principaux
- Blueberry : lieutenant de cavalerie nordiste en mission, malgré lui, pour ramener des animaux qui serviront à nourrir l'armée sudiste[11].
- sergent Grayson : nordiste qui aide Blueberry[12].
- Eleonore Mitchell : ancienne employée d'Allan Pinkerton décidée à venger la traitrise de son ancien patron[13].
- Bowman : tueur sur la piste de Blueberry[14].
- capitaine Carver : responsable de convoyeurs qui ramènent des bestiaux à l'armée nordiste dans le but de la nourrir[15].